# 岡谷高架橋
岡谷高架橋（おかやこうかきょう）は、長野県岡谷市の長野自動車道の橋梁である。

## 歴史
1981年（昭和56年）3月30日、中央自動車道小淵沢IC - 伊北IC間が開通。中央自動車道の最北部に近い諏訪IC - 伊北IC間に岡谷JCTを新設し、岡谷市街北部のアクセスとなる岡谷ICへ分岐する支線が建設された。このうち、岡谷高架橋部分は1983年（昭和58年）3月に着工、1986年（昭和61年）2月に竣工した。
1986年（昭和61年）3月25日、岡谷JCT - 岡谷IC開通。1988年（昭和63年）3月5日には岡谷IC - 松本ICの延伸に伴い、岡谷JCT - 岡谷IC間が長野自動車道に編入された。
本橋は1986年度に土木学会田中賞およびプレストレストコンクリート技術協会賞を受賞している。
1991年、床板横締めPC鋼棒（ディビダーク鋼棒）が破断突出し、コンクリート塊が橋下に落下する事象が発生している。2009年の緊急点検においても、コンクリートのひび割れとPC鋼棒の腐食・破断が確認された。現地は冬季には氷点下15度に至るためしばしば凍結防止剤が散布されている。グラウトの充填不足に加え、凍結防止剤の塩分が原因になったと考えられている。

## 構造

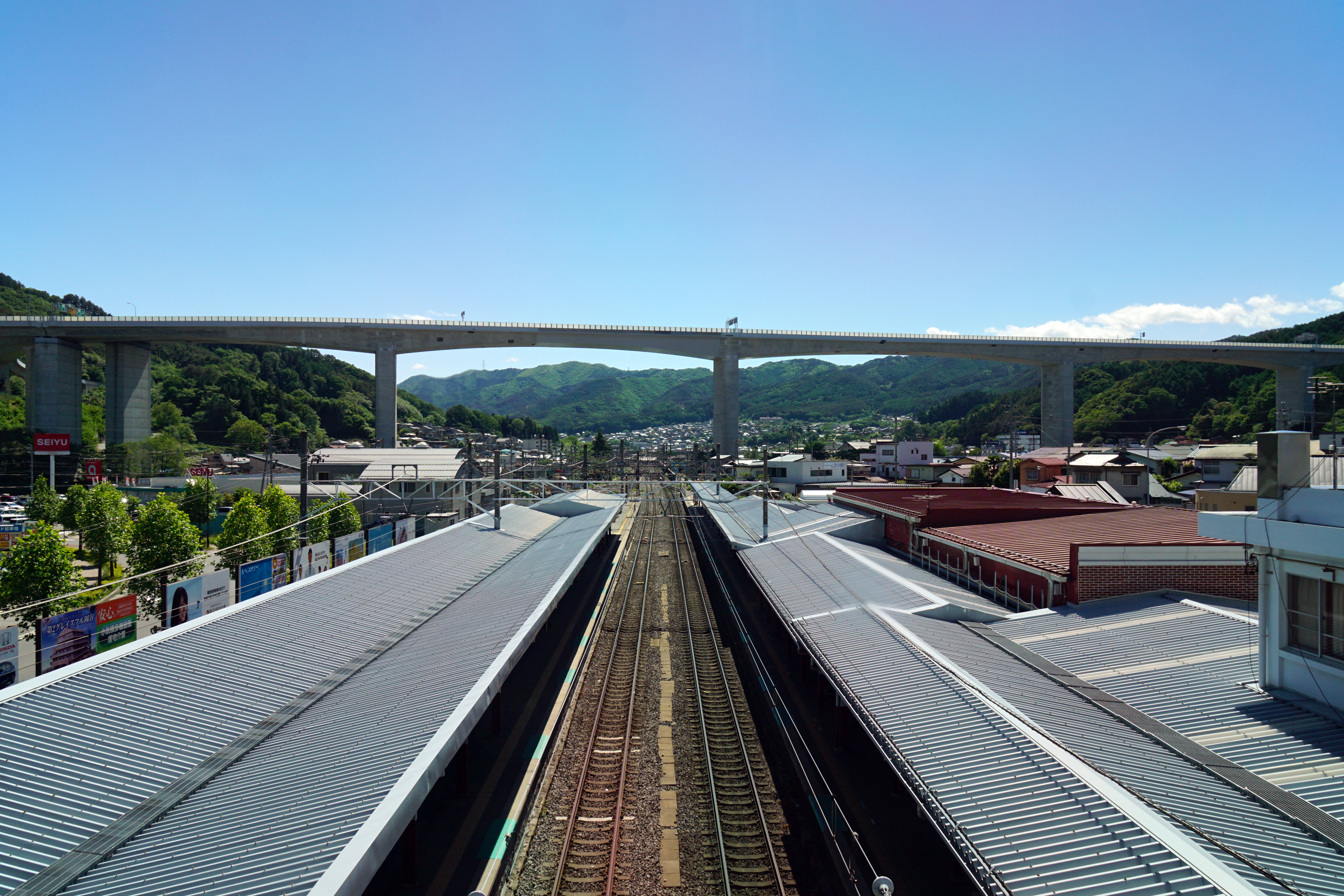
JR岡谷駅から見た岡谷高架橋。

橋長は下り線578.3 m、上り線593 m。橋梁形式は5径間連続ラーメン箱桁橋で、支間長は南から下り線87.5 m・上り線102 m、126 m、148 m、126 m、87.88 m。最も南の径間で天竜川、その北隣でJR中央本線の線路をまたぎ越す。最大支間長の148 mは、建設当時の同形式の橋としては日本最長、世界でも2番目の長さであった。総幅員は21.4m（車道幅員9m×2）。岡谷JCTとの接続部にあたる一部を除き、上下線一体構造である。しかしながら、南端では高井戸IC・小牧JCT方面への分岐・合流部にかかるため複雑な構造となっている。岡谷JCT方面から本橋を渡った先は長さ1,450 m（上り線は1,390 m）の岡谷トンネルに差し掛かり、トンネルを抜けた先が岡谷ICとなる。
本橋付近には中央構造線と糸魚川静岡構造線の断層帯が通ることから高い耐震性が求められた。多径間連続ラーメン箱桁橋の採用により、耐震性の向上とともに、伸縮継手や支承を減少できることから騒音の減少や維持管理費の削減、高速走行性の向上にも効果があった。諏訪湖や八ヶ岳、霧ヶ峰などを望める景勝地であることから、橋桁断面は逆台形とし橋脚には隅切りを施すなど美観上の配慮がなされた。曲線を多用した仕上げは、つらら防止や電波障害対策にも効果が生じている。
施工にはディビダーク式カンチレバー工法を採用。高所作業であることに加え、市街地での施工であるため作業時間に制約があり、さらに年間の3分の1が冬日になる寒冷地特有の制約が生じた。従来の硬練り高強度コンクリートの使用は困難であり、日本道路公団の建設現場ではそれまで実績の少なかった流動化コンクリートが使用されている。主桁に使用されたコンクリートは14800立方メートルにのぼった。また、プレストレストコンクリートの施工、マイコンによる施工管理を導入し、施工中の状態や主桁のたわみなどの実測値と設計値を比較・補正をしながらの施工となった。
西山の中腹にある岡谷JCTと対岸の川岸山地の間の谷を渡るため、高所を通過することが特徴である。橋脚高は49～55mで、最高所は地上60mになる。岡谷市街の南西部に位置する本橋は市街地各所から見ることができ、岡谷のランドマーク的存在である。本橋の建設に伴い60戸の家屋が移転し、高架下はテニスコートやゲートボール場などを設けた公園となった。